# Unionkino

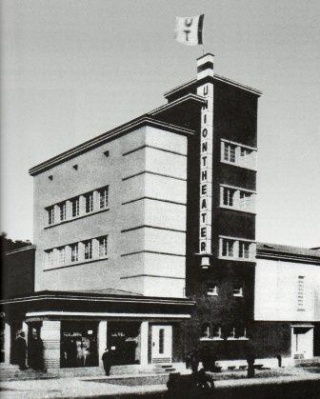
Unionkino in Erfurt

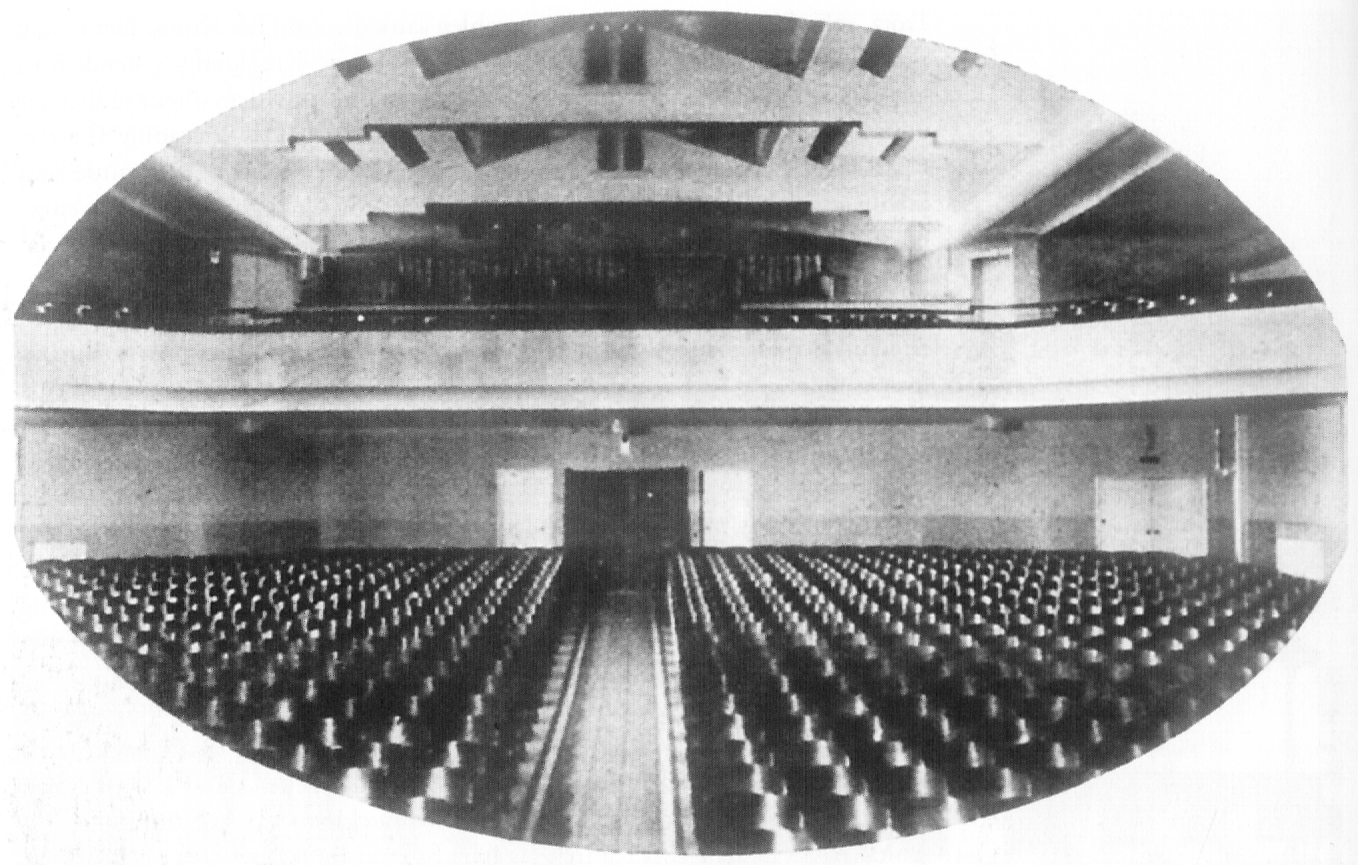
Der Innenraum nach Fertigstellung

Das Unionkino in Erfurt war ein Kino im Ortsteil Ilversgehofen, Magdeburger Allee 144–146 / Stollbergstraße, das als Gebäude von 1928 bis 1998 bestand. 

## Geschichte
Bauherr des Unionkinos waren Karl Liebrich, der in Erfurt bereits 1922 das Alhambra-Kino mit 1200 Plätzen, die Kammer-Lichtspiele mit 384 Plätzen und das Angertheater mit 1000 Plätzen besaß. Mit Gustav Schneider führte er zudem auch drei Kinos in Weimar: den Zentral-Palast (Hummelstraße 4) mit 1100 Plätzen, Scherffs Lichtspiele (Marktstraße 20) mit 650 Plätzen und die Kammerlichtspiele (Marienstraße 1) mit 400 Plätzen.
Mit dem Unionkino beschritten Liebrich und Schneider neue Wege. Zum einen lag der Standort weitab vom Zentrum im Erfurter Stadtteil Ilversgehofen, der damals industriell geprägt war und von vielen Arbeiterfamilien bewohnt wurde. Zum anderen erfolgte die Planung des Kinospezialisten Carl Fugmann in einem radikal modernen Stil, der mit seiner markanten expressionistischen Architektur auf niederländische Vorbilder und das Weimarer Bauhaus verweist. Kennzeichnend wurde seine asymmetrische Gestaltung mit sich zum Teil durchdringenden Baukörpern, Gesimsen und Leuchtreklamen, flachen Dächern und horizontalen Fensterbändern. Nachdem mit den Bauarbeiten bereits im April 1928 begonnen worden war, folgten die Baugenehmigung am 12. Mai 1928 und die Eröffnung bereits am 7. September 1928. Das Haus bekam über 900 Sitzplätze. Im Volksmund wurde es als „Unne“ bezeichnet.
Nach Gründung der DDR firmierte es als „Theater der Jugend“. Nach der Wende wurde es 1991 gemeinsam mit 15 anderen Thüringer Kinos von der Treuhandanstalt an die Ufa verkauft. Im März 1998 wurde es abgerissen. Auf dem danach lange brachliegenden Grundstück wurde im Jahr 2019 damit begonnen das Areal mit neuer Wohnbebauung des Gemeinnützigen Siedlungswerkes Frankfurt wieder nutzbar zu machen.